# بخش گویچی
بخش گویچی (به لاتین: Guichi District) یک منطقهٔ مسکونی در چین است که در چیجوا واقع شده‌است. بخش گویچی ۲٬۵۱۶ کیلومتر مربع مساحت و ۶۳۶٬۰۰۰ نفر جمعیت دارد.